# Rianxo
Rianxo egy község Spanyolországban, A Coruña tartományban. Rianxo Dodro, Rois, Lousame és Boiro községekkel határos. Lakosainak száma 10 748 fő (2024).

## Turizmus, látnivalók
A község nevezetessége, hogy itt található a világ leghosszabb galiciai hórreója, ami nem más, mint egy gabonatárolásra szolgáló építmény. A rianxói hórreo hossza 36,7 m.

## Népesség
A település népessége az utóbbi években az alábbiak szerint változott:
| Lakosok száma | 11 780 | 11 582 | 11 246 | 11 769 | 11 780 | 11 479 | 11 295 | 11 033 | 11 004 | 10 748 |
|               | 2001   | 2004   | 2006   | 2009   | 2011   | 2014   | 2016   | 2019   | 2021   | 2024   |